# Roemeens voetbalkampioenschap 1909/10
In 1909/10 werd het eerste officiële kampioenschap in Roemenië georganiseerd. Drie clubs schreven zich in. Olimpia won van Colentina en nadat de wedstrijd tussen Olimpia en United AC Ploiești niet gespeeld werd, werd Olimpia tot kampioen uitgeroepen.

## Eindstand
| Plaats | Team                | Wed. | W | G | V | Doelpunten | Verschil | Ptn |
| ------ | ------------------- | ---- | - | - | - | ---------- | -------- | --- |
| 1      | Olimpia Boekarest   | 1    | 1 | 0 | 0 | 2 : 1      | +1       | 2   |
| 2      | Colentina Boekarest | 2    | 1 | 0 | 1 | 3 : 2      | +1       | 2   |
| 3      | United AC Ploiești  | 1    | 0 | 0 | 1 | 0 : 2      | −1       | 0   |